# Проросток

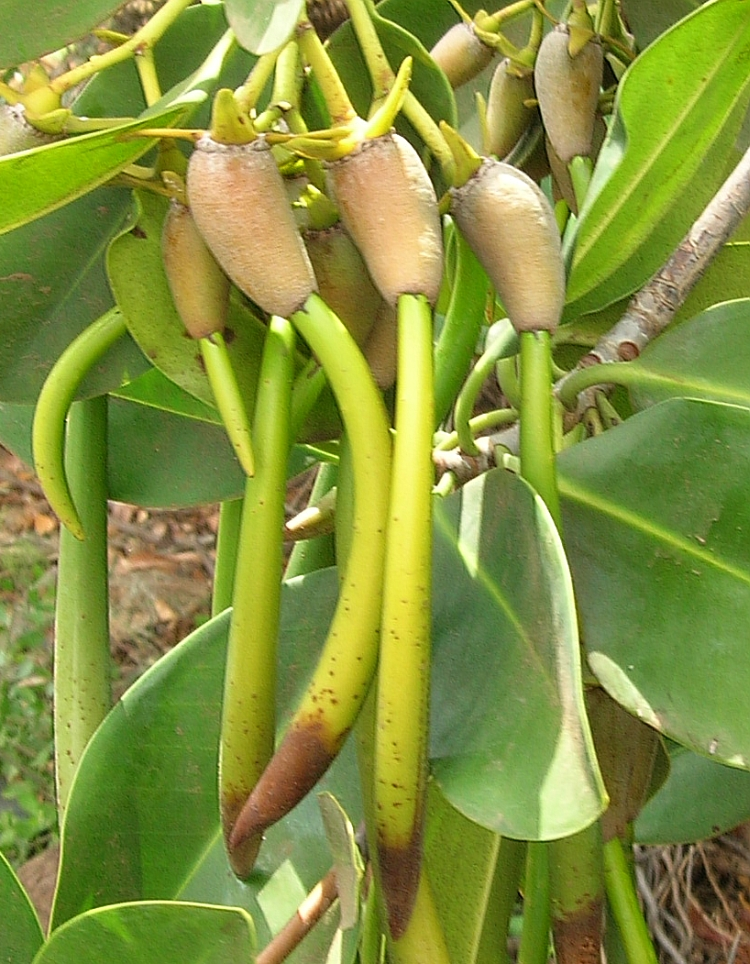
Проростки Ризофора мангле|ризофоры мангле (Rhizophora mangle), развивающиеся на материнском дереве

Проросток — растение, находящееся на одной из начальных стадий онтогенеза, в период с момента прорастания семени (то есть с момента, когда развивающийся зародыш пробивает семенную кожуру) до момента развёртывания листа главного побега (побега, развивающегося из зародышевой почечки).
На начальном этапе этой стадии своего развития растения обычно находятся под землёй и существуют только за счёт расхода питательных веществ семени. Когда появляются всходы (то есть проростки появляются на поверхности земли), у листьев и стебля развивается ассимиляционная деятельность — и растения продолжают свой рост полностью или частично за счёт синтеза органических веществ.
Термин «проросток» применяется только по отношению к семенным растениям.

## Проростки у ризофоровых
У некоторых обитателей мангровых зарослей, в том числе у представителей семейства Ризофоровые (Rhizophoraceae), — например, у ризофоры мангле (Rhizophora mangle), — проросток длительное время развивается, продолжая оставаться на материнском дереве. Зародыш у этого растения развивается непрерывно, без периода покоя, через 2—3 месяца после оплодотворения пробивает стенку плода и ещё в течение от полугода до года растёт, у некоторых видов ризофоры вырастая в длину до одного метра. Если проросток, наконец упав, острым концом воткнётся в мягкий ил, то он укоренится в вертикальном положении, если не воткнётся, то может укорениться и в горизонтальном положении. Если проросток, упав, будет находиться в воде, то с момента падения до момента его укоренения может пройти год; этим объясняется широкая распространённость мангровых деревьев по побережьям тропиков.

## «Проросток» и «сеянец»
Сеянцем называют любое молодое растение, выращенное из семян. Любой проросток, таким образом, является сеянцем, но те сеянцы, у которых уже начал развёртываться лист главного побега, не могут быть названы проростками.
Элитные сеянцы (в помологии) — отобранные сеянцы, превосходящие по комплексу хозяйственно-биологических признаков лучшие районированные сорта.
| |  |  |
| Слева направо: проростки сосны алеппской (Pinus halepensis), авокадо (Persea americana), кукурузы (Zea mays) |  |  |